# Ruta 112 (Costa Rica)
La Ruta 112, oficialmente Ruta Nacional Secundaria 112, es una ruta nacional de Costa Rica ubicada en la provincia de Heredia.

## Descripción
En la provincia de Heredia, la ruta atraviesa el cantón de Heredia (el distrito de Heredia), el cantón de San Isidro (los distritos de San Isidro, San José, San Francisco), el cantón de San Pablo (el distrito de San Pablo).